# Roberto Leandro
José Roberto Amorim Leandro (Canhotinho, 28 de agosto de 1959) é um bancário, sindicalista e político brasileiro, ex-deputado estadual e atual coordenador da Rede Sustentabilidade em Pernambuco.
Graduado em administração pela Universidade Federal de Pernambuco (UFPE), Roberto Leandro iniciou sua militância política no movimento estudantil, participando da resistência e do combate à ditadura militar do Brasil.
Liderou a retomada do sindicato dos bancários de Pernambuco em 1988, sendo eleito presidente da entidade em 1991, época de grandes greves e mobilizações contra a privatização dos bancos estatais.

## Vida política

### Movimento estudantil
Roberto Leandro participou ativamente do movimento estudantil, quando cursou administração de empresas na Universidade Federal de Pernambuco (UFPE) (1979-1985), época de muitas mobilizações pelo fim da ditadura militar e o restabelecimento da democracia no Brasil. Nesta época, Roberto ingressou nas fileiras do Partido Comunista Brasileiro (PCB).

### Movimento sindical
Ainda como estudante, Roberto começou a trabalhar como bancário, passando pelos bancos Banorte (1979-1981), Banco do Estado de Pernambuco (1981-1983) e na Caixa Econômica Federal (1983 - até hoje), integrando o Movimento de Oposição Bancária (MOB), que lutava em todo o país para que os sindicatos de bancários voltassem a ser dirigidos por trabalhadores efetivamente ligados aos interesses e lutas da categoria. Era o novo sindicalismo brasileiro, que graças às lutas de categorias como bancários, professores e metalúrgicos originou a Central Única dos Trabalhadores (CUT). Destacou-se nacionalmente a partir de 1985 na mobilização dos empregados da Caixa pela jornada de trabalho de seis horas e pelo seu reconhecimento legal como bancários.
Em 1988, a Oposição Bancária venceu as eleições para o Sindicato dos Bancários de Pernambuco, e Roberto assumiu a vice-presidência da entidade. Entre 1991 e 1994 foi presidente do sindicato, liderando grandes greves e mobilizações da época, principalmente nas lutas contra demissões e privatizações dos bancos públicos, além da recuperação salarial (já que havia grande inflação). Participou ativamente do movimento sindical até 2000, quando deixou a diretoria do sindicato para participar da primeira gestão do PT na prefeitura do Recife.

### Vida partidária
Roberto integrou os quadros do PCB até 1991, quando decidiu (junto com outros sindicalistas atuantes) entrar no Partido dos Trabalhadores (PT). Como petista, foi lançado candidato a deputado federal e vereador, elegendo-se deputado estadual em 2002. Em 2009, Roberto deixou o PT junto com Marina Silva e entrou no Partido Verde para iniciar a construção de um modelo de desenvolvimento sustentável para o Brasil.

### Mandato e gestão pública
Como deputado estadual (2003-2007), Roberto Leandro presidiu a Comissão de Defesa da Cidadania e Direitos Humanos da Alepe, destacando-se na luta pelos direitos do segmento LGBT, dos idosos e das pessoas com deficiência, dos povos indígenas e quilombolas. Durante todo o seu mandato, Roberto Leandro nunca aceitou receber jetom (remuneração paga aos deputados por convocações extraordinárias), devolvendo o dinheiro aos cofres públicos e sendo um dos principais responsáveis por acabar com esse tipo de pagamento na Alepe em 2006.
De janeiro de 2001 a abril de 2002, Roberto presidiu a Companhia de Serviços Urbanos do Recife (Csurb), atuando no reordenamento do comércio informal e recuperação dos mercados públicos. Roberto Leandro também foi presidente do Detran-PE (2007-2009) e implantou o Programa de Habilitação Popular, que permite a milhares de pernambucanos de baixa renda tirar a Carteira Nacional de Habilitação (CNH) gratuitamente. O programa  virou referência nacional e foi copiado por outros estados. Entre 2011 e 2014 integrou a equipe da primeira secretaria de Meio Ambiente e Sustentabilidade de Pernambuco (Semas).

### Rede Sustentabilidade
Em 16 de fevereiro de 2013, Roberto Leandro, Marina Silva e diversos outros militantes políticos participaram da fundação da Rede Sustentabilidade, projeto de partido político inovador e focado no desenvolvimento econômico sustentável e formas de aprofundamento da democracia. Em 3 de outubro de 2013 o Tribunal Superior Eleitoral (TSE) negou o registro ao partido com seis votos contrários e apenas um a favor, por não ter atingido o objetivo que a justiça eleitoral exige de colher 492 mil assinaturas, uma vez que muitas delas foram impugnadas pelos cartórios eleitorais. O movimento anunciou que continuaria buscando o registro do partido político, mesmo sem poder disputar as eleições em 2014.
Atualmente, Roberto Leandro é um dos coordenadores da Rede Sustentabilidade em Pernambuco. Também é o único candidato a deputado federal de Pernambuco apoiado pela Rede.